# Uchigatana
L'Uchigatana (打刀?) è un tipo di spada giapponese forgiata tradizionalmente (nihonto) ed utilizzata dalla classe dei samurai nel Giappone feudale. L'uchigatana viene considerata un'evoluzione del tachi. In occidente è meglio nota come katana.

## Storia
Dal Periodo Heian al Periodo Muromachi, la spada principalmente usata sul campo di battaglia era il tachi: la sua lama lunga ed affilata la rendeva l'arma ideale nel combattimento a cavallo. Durante il quindicesimo secolo, l'uchigatana cominciò ad essere sempre più usata e dal periodo Muromachi (dal 1336 al 1573) rivaleggiò alla pari con il tachi come spada scelta dai samurai.
La parola uchigatana può essere trovata in diverse opere letterarie sin dal Periodo Kamakura, e deriva dall'unione della parola uchi che significa "colpire" con gatana (katana) che significa "spada", il significato può essere quindi inteso come "spada con cui colpire". L'uchigatana era originariamente usata da combattenti di basso rango, come gli ashigaru.
La maggior parte delle uchigatana costruite durante il primo periodo Kamakura non erano di altissima fattura, e poiché erano considerate un bene di largo consumo, nessun esemplare di questo periodo è stato conservato ai giorni nostri. Fu non prima del periodo Muromachi, quando i samurai cominciarono ad usare le uchigatana al posto delle più lunghe tachi, che ne furono costruite di miglior qualità. Durante il Periodo Momoyama, il tachi fu praticamente del tutto abbandonato e l'usanza di portare un paio di uchigatana insieme (una lunga ed una corta), chiamata daishō, divenne uno dei simboli di riconoscimento più caratteristici per la classe dei samurai.

## Descrizione
La lunghezza dell'uchigatana durante il Cinquecento è compresa tra i 60 cm ed i 70 cm, con una robusta sugata (sagoma della lama), una accentuata saki-zori (curvatura), e poteva essere impugnata con una mano grazie al suo sottile kasane (spessore della lama misurato nel bordo posteriore) ed un corto nakago (parte grezza della lama nascosta dall'impugnatura) che la rendevano relativamente leggera.
Al contrario del tachi, l'uchigatana era agganciata alla cintura con il lato affilato della lama rivolto verso l'alto; questo ed il fatto che solitamente l'uchigatana fosse di dimensioni ridotte rappresentano le principali differenze tra le due armi.
Diversi furono i motivi che resero popolare l'uchigatana: era più comoda da indossare alla cintura e non dava l'impressione di usare un'arma ad asta come invece faceva il tachi; anche la maggior frequenza di battaglie combattute a piedi e la necessità di armi più veloci sul campo di battaglia, furono importanti fattori che decretarono il successo dell'uchigatana ed indicarono che i combattimenti del periodo erano cresciuti in intensità. Infine, dato che l'uchigatana era più corta del tachi, era possibile utilizzarla in un maggior numero di situazioni come ad esempio all'interno di edifici.

## Utilizzi
Al contrario del tachi, con il quale l'atto di preparare il colpo ed attaccare con la spada erano due azioni separate, sfoderare l'uchigatana ed abbattere un nemico divenne una facile, rapida e soprattutto unica azione. Questa tecnica venne sviluppata nelle discipline del Battojutsu, dello Iaijutsu e dello Iaidō.